# Liste biblischer Personen
Die Liste biblischer Personen führt die Eigennamen von Personen auf, die in der Bibel vorkommen. Sie ist wegen ihres Umfangs nach dem Alphabet auf mehrere Seiten aufgeteilt. Jene Bibelstellen sind angegeben, in denen die jeweiligen Personen zuerst genannt werden.
Biblische Namen von Orten, Bergen, Flüssen, Seen, Meeren, Inseln, Heiligtümern, Ländern und Völkern finden sich in der Liste geographischer und ethnographischer Bezeichnungen in der Bibel.
Zur Navigation bitte folgende Link-Box verwenden: